# Paulhan
Paulhan település Franciaországban, Hérault megyében. Lakosainak száma 4022 fő (2022. január 1.). Paulhan Adissan, Aspiran, Bélarga, Campagnan, Cazouls-d’Hérault, Nizas, Saint-Pargoire, Tressan és Usclas-d’Hérault községekkel határos.

## Népesség
A település népességének változása:
| Lakosok száma | 2421 | 2379 | 2580 | 3195 | 3794 | 3869 | 3937 | 4016 | 4024 | 4022 |
|               | 1968 | 1982 | 1990 | 2006 | 2013 | 2015 | 2017 | 2019 | 2020 | 2022 |